# Phú Tân (huyện An Giang)
Phú Tân là một huyện cũ thuộc tỉnh An Giang, Việt Nam.

## Địa lý
Huyện Phú Tân nằm ở phía đông của tỉnh An Giang, có vị trí địa lý:
- Phía đông giáp huyện Thanh Bình và huyện Hồng Ngự thuộc tỉnh Đồng Tháp
- Phía tây giáp thành phố Châu Đốc và huyện Châu Phú
- Phía nam giáp huyện Chợ Mới
- Phía bắc giáp thị xã Tân Châu.

Bốn phía Phú Tân được bao bọc bởi các con sông. Sông Tiền ở phía Đông, Sông Hậu ở phía Tây, kênh Vĩnh An (nối sông Tiền với sông Hậu) ở phía Bắc và Tây Bắc, nhánh sông Vàm Nao (nối sông Tiền với sông Hậu) ở phía Nam và Tây Nam.

## Địa hình, thổ nhưỡng
Phú Tân nằm trên cù lao Kết khá bằng phẳng có độ cao từ 1 đến 2 mét giống hình con Quy giữa hai con sông lớn, đó là sông Tiền và sông Hậu, là một trong 04 huyện cù lao của tỉnh An Giang thuộc vùng đồng bằng phù sa màu mỡ, với hệ thống sông ngòi chằng chịt. Đất đai ở Phú Tân chủ yếu là loại đất phù sa.

## Hành chính
Huyện Phú Tân có 18 đơn vị hành chính cấp xã trực thuộc, bao gồm 2 thị trấn: Phú Mỹ (huyện lỵ), Chợ Vàm và 16 xã: 
Bình Thạnh Đông, Hiệp Xương, 
Hòa Lạc, Long Hòa, Phú An, Phú Bình, Phú Hiệp, Phú Hưng, Phú Lâm, Phú Long, Phú Thành, Phú Thạnh, Phú Thọ, Phú Xuân, Tân Hòa, Tân Trung với 74 ấp và 14 khóm.
| TT. Chợ Vàm TT. Phú Mỹ X. Bình Thạnh Đông X. Hiệp Xương X. Hòa Lạc X. Long Hòa X. Phú An X. Phú Bình X. Phú Hiệp X. Phú Hưng X. Phú Lâm X. Phú Long X. Phú Thành X. Phú Thạnh X. Phú Thọ X. Phú Xuân X. Tân Hòa X. Tân Trung T. Đồng Tháp H. Chợ Mới H. Châu Phú TP. Châu Đốc TX. Tân Châu Bản đồ hành chính huyện Phú Tân, tỉnh An Giang |

| Đơn vị hành chính cấp xã                                       | Thị trấn Phú Mỹ | Thị trấn Chợ Vàm | Xã Bình Thạnh Đông | Xã Hiệp Xương | Xã Hòa Lạc | Xã Long Hòa | Xã Phú An | Xã Phú Bình | Xã Phú Hiệp | Xã Phú Hưng | Xã Phú Lâm | Xã Phú Long | Xã Phú Thành | Xã Phú Thạnh | Xã Phú Thọ | Xã Phú Xuân | Xã Tân Hòa | Xã Tân Trung |
| -------------------------------------------------------------- | --------------- | ---------------- | ------------------ | ------------- | ---------- | ----------- | --------- | ----------- | ----------- | ----------- | ---------- | ----------- | ------------ | ------------ | ---------- | ----------- | ---------- | ------------ |
| Diện tích (km²)                                                | 7,76            | 17,05            | 15,63              | 23,40         | 27,31      | 8,40        | 21,84     | 22,79       | 15,88       | 15,60       | 15,05      | 19,02       | 21,77        | 27,35        | 17,66      | 18,48       | 9,96       | 8,20         |
| Dân số (người)                                                 | 20.022          | 13.719           | 12.683             | 8.157         | 14.003     | 9.152       | 10.848    | 12.859      | 5.294       | 12.652      | 10.604     | 5.042       | 9.145        | 11.746       | 11.262     | 4.931       | 6.708      | 10.124       |
| Mật độ dân số (người/km²)                                      | 2.580           | 805              | 811                | 349           | 513        | 1.090       | 497       | 564         | 333         | 811         | 705        | 265         | 420          | 429          | 638        | 267         | 673        | 1.235        |
| Số đơn vị hành chính                                           | 9 khóm          | 5 khóm           | 7 ấp               | 5 ấp          | 7 ấp       | 3 ấp        | 4 ấp      | 4 ấp        | 3 ấp        | 6 ấp        | 6 ấp       | 3 ấp        | 3 ấp         | 6 ấp         | 4 ấp       | 4 ấp        | 4 ấp       | 5 ấp         |
| Nguồn: Kết quả điều tra dân số và nhà ở tỉnh An Giang 1/4/2019 |                 |                  |                    |               |            |             |           |             |             |             |            |             |              |              |            |             |            |              |

## Dân số
Năm 2009, Phú Tân có 221 nghìn người. Sống chủ yếu ở nông thôn, người Kinh là dân tộc chiếm đa số (98%). Ngoài ra còn có người Hoa, người Chăm. Người dân huyện Phú Tân phần đông theo tín ngưỡng đạo Phật giáo Hòa Hảo (chiếm 85% dân số) và các tôn giáo khác như: Phật giáo, Tin Lành, Thiên Chúa, Cao Đài, Hồi giáo ...

## Lịch sử

### Trước năm 1956
Dưới thời Chúa Nguyễn, các thôn ấp ở địa bàn Phú Tân thuộc quyền cai quản của Tân Châu đạo thuộc dinh Long Hồ theo chế độ quân quản. Từ khi Gia Long lên ngôi (1802) cho đến năm 1831, Phú Tân thuộc địa phận huyện Vĩnh An, trấn Vĩnh Thanh. Năm 1832, vua Minh Mạng chia trấn thành các tỉnh, trong đó có tỉnh An Giang ở miền Tây Nam Kỳ. Năm 1836, vùng đất Phú Tân ngày nay thuộc địa bàn các thôn: Bình Thạnh Đông, Hoà Lạc, Mỹ Lương của tổng An Lương và các thôn: Long Sơn, Phú Lâm của tổng An Thành; thuộc huyện Đông Xuyên, phủ Tuy Biên, tỉnh An Giang. Lỵ sở huyện Đông Xuyên đặt tại Long Sơn trên nền thành cũ của Bảo Tân Châu (nay còn địa danh Giồng Thành).
Năm 1867, Thực dân Pháp chiếm tỉnh An Giang và chia thành nhiều hạt, trong đó có hạt Châu Đốc.
Năm 1889, địa bàn Phú Tân thuộc tỉnh Châu Đốc, nằm trong bốn xã của quận Tân Châu là Long Sơn, Phú Lâm, Phú An, Hoà Hảo và bốn xã của quận Châu Phú là Hoà Lạc, Hưng Nhơn, Hiệp Xương, Bình Thạnh Đông.
Sau Cách mạng tháng Tám năm 1945, chính quyền kháng chiến của Việt Minh đặt địa bàn Phú Tân thuộc hai huyện Châu Phú và Tân Châu của tỉnh Châu Đốc. Giai đoạn 1948 - 1950, huyện Tân Châu thuộc tỉnh Long Châu Tiền và huyện Châu Phú thuộc tỉnh Long Châu Hậu. Từ giữa năm 1951, địa bàn Phú Tân thuộc quận Tân Châu, tỉnh Long Châu Sa. Tháng 10 năm 1954, Phú Tân trở lại thuộc tỉnh Châu Đốc.

### Giai đoạn 1956-1975
Sau năm 1956, chính quyền Việt Nam Cộng hòa đặt vùng đất này thuộc quận Châu Phú và quận Tân Châu, tỉnh An Giang, cụ thể như sau:
- Quận Châu Phú gồm các xã: Bình Thạnh Đông, Hiệp Xương, Hoà Lạc, Hưng Nhơn thuộc tổng An Lương và xã Châu Giang thuộc tổng Châu Phú.
- Quận Tân Châu gồm các xã: Hoà Hảo, Phú An, Phú Lâm thuộc tổng An Lạc và xã Long Sơn thuộc tổng An Thành.

Ngày 1 tháng 10 năm 1964, khi chính quyền Việt Nam Cộng hòa quyết định tái lập tỉnh Châu Đốc, vùng đất này lại thuộc quận Châu Phú và quận Tân Châu, tỉnh Châu Đốc. Địa giới này được giữ nguyên cho đến năm 1975.
Giữa năm 1957, chính quyền Cách mạng đặt vùng đất Phú Tân thuộc tỉnh An Giang, nhưng chưa thành huyện. Tháng 12 năm 1968, chính quyền Cách mạng thành lập huyện Phú Tân thuộc tỉnh An Giang, trên cơ sở 4 xã của huyện Tân Châu là Long Sơn, Phú Lâm, Phú An, Hoà Hảo và 5 xã của huyện Châu Phú là Châu Giang, Hoà Lạc, Bình Thạnh Đông, Hiệp Xương, Hưng Nhơn. Tên Phú Tân xuất phát từ việc ghép tên của hai huyện Châu Phú và Tân Châu.
Tháng 5 năm 1974, huyện Phú Tân thuộc tỉnh Long Châu Tiền. Tháng 9 năm 1974, Phú Tân nhận thêm một số xã của huyện Hồng Ngự, huyện Thanh Bình và chia thành hai huyện là Phú Tân A và Phú Tân B. Huyện Phú Tân A gồm 6 xã là: Long Sơn, Phú Lâm, Hoà Lạc, Châu Giang, Long Thuận, Phú Thuận. Huyện Phú Tân B gồm 8 xã là: Phú An, Hoà Hảo, Hưng Nhơn, Hiệp Xương, Bình Thạnh Đông, Tân Huề, Tân Quới, Tân Long.
Sau ngày 30 tháng 4 năm 1975, chính quyền quân quản Cộng hòa miền Nam Việt Nam lúc bấy giờ vẫn duy trì các huyện Phú Tân A và Phú Tân B cùng thuộc tỉnh Long Châu Tiền.
Tháng 5 năm 1975, huyện Phú Tân A giao xã Long Thuận và Phú Thuận về cho huyện Hồng Ngự; huyện Phú Tân B giao 3 xã Tân Huề, Tân Quới, Tân Long về huyện Tam Nông, giao xã Châu Phong về huyện Phú Châu.

### Sau năm 1975
Tháng 2 năm 1976, chính quyền lập lại tỉnh An Giang, giải thể 2 huyện Phú Tân A và Phú Tân B để tái lập huyện Phú Tân gồm 10 đơn vị hành chính là các xã: Bình Thạnh Đông, Châu Giang, Hiệp Xương, Hòa Hảo, Hòa Lạc, Hưng Nhơn, Long Sơn, Phú An, Phú Lâm và thị trấn Mỹ Lương (huyện lỵ). Trong đó, thị trấn Mỹ Lương được thành lập trên cơ sở tách khỏi xã Hòa Hảo
Ngày 25 tháng 4 năm 1979, Hội đồng Chính phủ ban hành Quyết định 181-CP năm 1979 về việc thành lập một số xã và thị trấn thuộc huyện Phú Tân. Theo đó:
- Thành lập thị trấn Chợ Vàm và 2 xã: Phú Thành, Phú Thạnh trên cơ sở điều chỉnh một phần 3 xã: Hòa Lạc, Phú Lâm, Phú An
- Chia xã Phú An thành 2 xã: Phú An, Phú Thọ
- Chia xã Bình Thạnh Đông thành 2 xã: Bình Thạnh Đông, Phú Bình.

Ngày 23 tháng 8 năm 1980, đổi tên 3 xã: Châu Giang, Hòa Hảo, Hưng Nhơn thành các xã lần lượt là Phú Hiệp, Tân Hòa, Phú Hưng. Đồng thời chuyển thị trấn Mỹ Lương thành xã Phú Mỹ. Như vậy, huyện Phú Tân có 1 thị trấn và 14 xã. Huyện lỵ được dời về thị trấn Chợ Vàm.
Ngày 12 tháng 1 năm 1984, thành lập xã Phú Xuân trên cơ sở điều chỉnh một phần 3 xã Phú An, Phú Thọ. Hiệp Xương (theo dọc bờ kênh Thần Nông); thành lập xã Phú Long trên cơ sở điều chỉnh một phần 2 xã Long Sơn, Phú Thành; điều chỉnh một phần xã Hiệp Xương vào xã Phú Thành 
Ngày 16 tháng 6 năm 1997, Chuyển xã Phú Mỹ thành thị trấn Phú Mỹ. Lúc này, huyện có 15 xã và 2 thị trấn. Huyện lỵ được dời về thị trấn Phú Mỹ.
Ngày 19 tháng 5 năm 2003, Chính phủ ban hành Nghị định 53/2003/NĐ-CP, Chia xã Long Sơn thành 2 xã: Long Hòa, Long Sơn .
Ngày 17 tháng 10 năm 2003, Chính phủ ban hành Nghị định 119/2003/NĐ-CP, Chia xã Tân Hòa thành 2 xã: Tân Hòa, Tân Trung. Huyện Phú Tân có 2 thị trấn và 17 xã.
Ngày 24 tháng 8 năm 2009, điều chỉnh địa giới hành chính 2 xã: Phú Hiệp, Phú Long với 4 xã: Châu Phong, Lê Chánh, Long Phú, Phú Vĩnh thuộc huyện Tân Châu. Đồng thời chuyển xã Long Sơn về thị xã Tân Châu mới thành lập quản lý (nay là phường Long Sơn và một phần phường Long Thạnh). Từ đó, huyện còn lại 2 thị trấn và 16 xã, giữ ổn định cho đến nay.
Ngày 2 tháng 2 năm 2016, Bộ Xây dựng ban hành Quyết định 97/QĐ-BXD về việc công nhận thị trấn Phú Mỹ là đô thị loại IV.

## Văn hóa

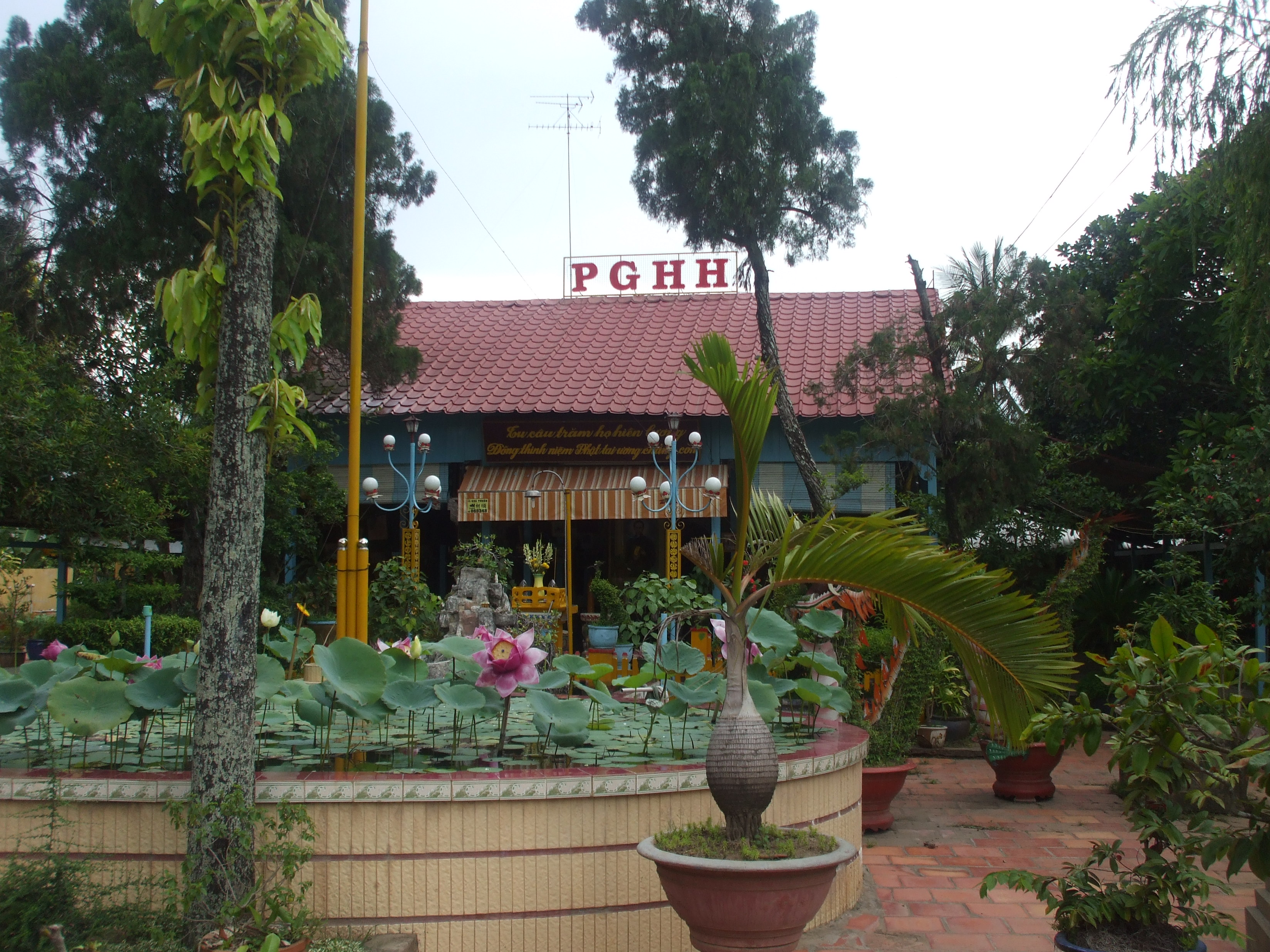
Tổ đình Phật giáo Hoà Hảo

Ở Phú Tân có một số di tích lịch sử và văn hóa Chăm. Trên địa bàn huyện có 01 di tích kiến trúc nghệ thuật cấp tỉnh là Đình Bình Thạnh Đông và 01 di tích lịch sử cách mạng cấp tỉnh là Thánh thất Cao Đài Phú Lâm. Bên cạnh đó, huyện còn có rất nhiều Chùa, Đình, Miếu, hàng năm đến những ngày lễ hội thu hút rất nhiều du khách trong và ngoài tỉnh đến tham quan. Đây là nơi khởi sinh đạo Hòa Hảo.
Ngoài ra, các làng nghề truyền thống, cho đến nay địa phương vẫn còn gìn giữ và phát triển như: nghề rèn Phú Mỹ, nghề làm bánh phồng Phú Mỹ, nghề bó chổi cọng dừa và nghề bó chổi bông sậy Cồn Nhỏ ở Phú Bình.

## Kinh tế
Tốc độ tăng trưởng GDP của huyện bình quân hàng năm giai đoạn 2001-2005 là 10,79%. Năm 2005, khu vực thứ nhất của nền kinh tế chiếm tỷ trọng 41,6%, khu vực thứ hai chiếm 20,8%, khu vực dịch vụ chiếm 37,6%.

## Phát triển đô thị
- Huyện đang trong giai đoạn hoàn thiện các dự án trọng điểm như :
+ Quy hoạch chung đô thị thị trấn Phú Mỹ
+ Quy hoạch chung đô thị thị trấn Chợ Vàm
+ Xây dựng khu công nghiệp Tân Trung giai đoạn 2
+ Tiếp tục hoàn thiện các chương trình xây dựng Nông Thôn Mới
- Ngoài ra huyện còn có đề án phát triển đô thị Hoà Lạc đến năm 2045

## Danh nhân
- Giáo chủ Phật giáo Hoà Hảo Huỳnh Phú Sổ